# Taizō Mikazuki
Taizō Mikazuki (三日月 大造, Mikazuki Taizō) est un homme politique japonais, né le 24 mai 1971 à Ōtsu.
Il est élu au poste de gouverneur de la préfecture de Shiga en 2014.